# Daniel Dessert
Pour les articles homonymes, voir Dessert (homonymie).
Daniel Dessert est un historien moderniste français, spécialiste d'histoire financière et d'histoire navale sous le règne de Louis XIV.
Sa thèse, publiée en 1984, et ses travaux ultérieurs révèlent ce qu'il appelle le « système fisco-financier » du règne de Louis XIV, dans lequel les financiers, souvent des nobles riches, prêtent à l'État toujours impécunieux et prennent à ferme la levée des impôts, tout en s'enrichissant considérablement. Défenseur de Fouquet, il expose notamment le rôle central de Colbert dans ce système, qui finance l'important développement de la marine de guerre, autre objet d'étude de Daniel Dessert.

## Biographie

### Carrière
Agrégé d'histoire, Daniel Dessert travaille une quinzaine d'années à sa thèse d'État, sous la direction de Pierre Goubert. Il la soutient en 1983, à l'université Paris-I, sous le titre Les financiers dans l'État, l'économie et la société en France de 1653 à 1720. Comme il l'explique lui-même en 2021, « Pour ma thèse de doctorat, j’avais choisi de travailler sur la marine de Louis XIV. En avançant, je me suis rendu compte que les principaux artisans de cette marine étaient des financiers — des personnages étonnamment complexes en raison de la diversité de leurs placements et de l’origine de leurs capitaux. D'où la réorientation de mon projet universitaire vers l’étude des financiers sous Louis XIV. »
À cause, selon Thierry Sarmant et Mathieu Stoll, de son « tempérament d’historien iconoclaste », Daniel Dessert n'obtient pas de chaire de professeur des universités. Il devient professeur d'histoire à l'École navale, mais perd ce poste pour s'être montré critique envers la Marine française et termine sa carrière au Service historique de la Défense.

### «Système fisco-financier»
La thèse de doctorat d'État de Daniel Dessert est publiée en 1984 sous le titre Argent, pouvoir et société au Grand Siècle. Elle couvre une période qui va de l'accession de Fouquet à la surintendance des finances (1653) à la banqueroute de Law en 1720. Daniel Dessert y dresse les notices biographiques de plus de 500 financiers, à partir desquelles il décrit leur importance dans l'administration et leur participation directe aux rouages du système fiscal, à travers les avances qu'ils font à l'État et les impôts qu'ils lèvent après les avoir pris en fermage,. Pour beaucoup, ils ont plutôt des nobles que des bourgeois et ils se rendent ainsi indispensables à un système qui les enrichit considérablement. Leur crédit, qui leur permet d'emprunter, repose sur leur richesse et leur position de créancier de l'État. Daniel Dessert analyse le procès Fouquet comme un cas d'école, un révélateur du système,. 
Daniel Dessert prolonge en 1987 ses analyses par une biographie de Nicolas Fouquet où il valorise son héros, décrivant son ascension, ses réseaux et l'affaire, tramée par Colbert, qui le conduit à la chute,,. Montrant que la fortune de Fouquet est loin d'atteindre celle de Mazarin ou de Colbert, il met en lumière le rôle, souvent caché, des gens d'affaires, experts en gestion et en relations, qui prêtent au roi tout en s'assurant des profits considérables. Il édite ensuite le texte du Mémoire rédigé contre Fouquet par Colbert, qu'il juge  ainsi : « Mazarin et lui constituent le plus formidable couple de prédateurs qu’ait connu l’Ancien Régime qui, pourtant, en a vu bien d’autres ».
En 1996, dans son ouvrage titré La Royale : Vaisseaux et marins du Roi-Soleil, Daniel Dessert étudie la mise sur pied d'une marine de guerre par la France sous Louis XIV, démontant l'organisation d'un appareil de financiers et d'administrateurs, dirigé par le clan Colbert, au service de la puissance navale du royaume. Cet effort conduit à l'aménagement de nombreux ports et à la construction de centaines de navires. Malgré ces investissements considérables, l'Angleterre, à la fin du règne de Louis XIV, domine les mers, ce que Daniel Dessert explique par le poids du système élaboré par les financiers et leur pratique du pouvoir. Le livre dresse aussi une véritable géographie des ressources maritimes du territoire français. Cet ouvrage est prolongé quelques années après par une biographie du vice-amiral et maréchal de France Anne Hilarion de Costentin de Tourville, dont Daniel Dessert souligne les qualités,.
En 2012, Daniel Dessert revient sur les liens entre les financiers et le pouvoir au XVIIe siècle en publiant une analyse approfondie du commerce du sel, des fermes des gabelles et des groupes financiers qui y investissent, majoritairement composés de nobles fortunés,,,. En 2019, il publie une biographie de Colbert, où il détaille plus l'ascension et les conditions de l'exercice du pouvoir que les décisions prises elles-mêmes. Selon Daniel Dessert, un tiers de la considérable fortune accumulée par Colbert— près de 10 millions de livres en 1683 — ne s'explique pas.
Globalement, les travaux de Daniel Dessert révèlent ce qu'il appelle un « système fisco-financier », bâti notamment par Colbert. Au XVIIe siècle, ce système finance l'État et permet notamment la construction de la marine royale, où Colbert place ses obligés, les membres de son « lobby ».

### Renouveau historiographique
Comme le soulignent plus de trente ans après Thierry Sarmant et Mathieu Stoll, à propos de la thèse de Daniel Dessert, « l'historien se plaçait par ailleurs au-delà de la querelle entre ceux qui décrivaient l'Ancien Régime comme une « société d’ordres » et ceux qui y voyaient une « société de classes », polémique qu’il jugeait sans intérêt. L'effet de dévoilement produit fut puissant et le grand livre de Daniel Dessert compte parmi les plus importants travaux consacrés au XVIIe siècle français depuis la Seconde Guerre mondiale ».
Daniel Dessert participe ainsi, aux côtés de Françoise Bayard et de Philippe Hamon, à un renouveau historiographique qui démontre l'importance du système fiscal et financier dans la construction de l'État moderne en France aux XVIe – XVIIIe siècles,.

## Publications principales
- Argent, pouvoir et société au Grand Siècle, Paris, Fayard, 1984, 824 p. (ISBN 9782213648651)[5],[6],[8],[7],[9],[10].
- Fouquet, Fayard, 1987, 404 p. (ISBN 978-2-213-01705-1)[11],[12],[13].
- Louis XIV prend le pouvoir. 1661 : Naissance d'un mythe ?, Bruxelles, Complexe, coll. « La mémoire du siècle », 1989, 148 p. (ISBN 978-2-87027-302-9).
- La Royale : Vaisseaux et marins du Roi-Soleil, Paris, Fayard, coll. « Nouvelles études historiques », 1996, 393 p. (ISBN 978-2-213-02348-9)[16].
- Colbert, ou Le serpent venimeux, Bruxelles, Complexe, coll. « Questions à l'histoire », 2000, 168 p. (ISBN 978-2-87027-851-2)[15].
- Tourville, Paris, Fayard, 2002, 371 p. (ISBN 978-2-213-59980-9)[17],[18].
- Les Daliès de Montauban : Une dynastie protestante de financiers sous Louis XIV, Paris, Perrin, coll. « Pour l'histoire », 2005, 304 p. (ISBN 978-2-262-01960-0).
- Le royaume de monsieur Colbert, 1661-1683, Paris, Perrin, 2007, 304 p. (ISBN 978-2-262-02367-6)[28],[29].
- L'argent du sel, le sel de l'argent, Paris, Fayard, 2012, 299 p. (ISBN 978-2-213-66276-3)[19],[20],[21],[22].
- Les Montmorency : Mille ans au service des rois de France, Paris, Flammarion, coll. « Au fil de l'histoire », 2015, 330 p. (ISBN 978-2-08-135260-5).
- Colbert, ou Le mythe de l'absolutisme, Paris, Fayard, 2019, 320 p. (ISBN 978-2-213-70496-8)[23],[24].

## Prix et distinctions
- Prix Yvan-Loiseau 1985, décerné par l'Académie française, pour Argent, pouvoir et société au Grand Siècle[30].
- Prix Broquette-Gonin 1988, décerné par l'Académie française, pour Fouquet[31].

### Liens
- Ressource relative à la recherche :   - Persée
- Notices d'autorité :   - VIAF
  - ISNI
  - BnF (données)
  - IdRef
  - LCCN
  - GND
  - Belgique
  - Israël
  - Lettonie
  - WorldCat